# 피시나스
피시나스(Piscinas)는 이탈리아 사르데냐주 수드사르데냐도에 있는 코무네(지자체)로, 칼리아리에서 남서쪽으로 약 40 킬로미터 (25 mi) 떨어져 있으며, 카르보니아에서 남동쪽으로 약 15 킬로미터 (9 mi) 떨어져 있는 술치스-이글레시엔테 전통 하위 지역에 있다.
피시나스는 다음 지자체와 접한다: 지바, 마사이난스, 산타디, 테울라다, 트라탈리아스, 빌라페루치오.